# Simon Tress
Simon Tress (* 2. März 1983 in Riedlingen) ist ein deutscher Bio-Koch, Kochbuch-Autor und Restaurantbetreiber.

## Werdegang
Tress ist der Sohn eines Landwirts und einer Hauswirtschafterin. 1950 brachte sein Großvater Johannes Tress den biologisch-dynamischen Gedanken nach Ehestetten und stellte den Bauernhof der Familie nach den Demeter-Richtlinien um. Inzwischen ist aus dem klassischen Bauernhof ein mittelständisches Bio-Unternehmen geworden, das Simon Tress mit seiner Mutter Inge und den Brüdern Dominik, Christian und Daniel führt.
Tress wurde von September 1999 bis August 2000 an der Bavaria Hotelfachschule in Altötting ausgebildet. Anschließend war er bis 2002 im Hotel Vier Jahreszeiten am Schluchsee tätig. 2003 kochte er im Gästekasino Minister des Verteidigungsministeriums in Berlin, 2004 im Hotel Quellenhof in Aachen, 2005 in der Traube Tonbach in Baiersbronn und 2006 im Palazzo von Harald Wohlfahrt in Hamburg. 
Seit 2006 ist er Betreiber des Biohotel-Restaurant Rose in Ehestetten. Er kocht regional; wenn er Fleisch nutzt, dann das ganze Tier.
Tress war von 2003 bis 2007 Teamkapitän der Jugendnationalmannschaft und Mitglied der deutschen Nationalmannschaft der Köche. Beim Internationalen Kremlin Culinary Cup in Moskau erkochte er gemeinsam mit seinem Team sieben Gold-, eine Silber- und drei Bronzemedaillen. Außerdem engagiert er sich im Verein Deutsche Fußballmannschaft der Spitzenköche & Restaurateure e. V. Seit 2009 hatte er verschiedene TV-Auftritte, u. a. bei Kaffee oder Tee und der Landesschau im SWR und dem ARD-Buffet, sowie in VOX Das perfekte Promi-Dinner.
Im August 2020  eröffnete er das Bio-Fine-Dining-Restaurant 1950 in Ehestetten. 2024 wurde das Restaurant mit einem Michelinstern ausgezeichnet.

## Publikationen
- Die neue Schwäbische Küche. Oertel + Spörer, Reutlingen 2010, ISBN 978-3-88627-466-6.
- Landküche. Oertel + Spörer, Reutlingen 2012, ISBN 978-3-88627-975-3.
- Fleisch. Christian Verlag, München 2014, ISBN 978-3-86244-640-7.
- Echt Schwäbisch. Christian Verlag, München 2016, ISBN 978-3-86244-975-0.
- Lokal – Das Kochexperiment. Südwest, München 2016, ISBN 978-3-517-09470-0.

## Auszeichnungen
- 2006/2007: Kulinarischer Botschafter für Deutschland in Brasilien
- 2009/2010: Kulinarischer Botschafter für Deutschland in Neu-Delhi und Mumbai
- 2010: Auszeichnung zur Entdeckung des Jahres des Magazins Weinwelt
- 2010: Gewinner des Hospitality Career 2010 als Jungmanager des Jahres in der Kategorie Gastronomie
- 2012: Aufnahme zur Vereinigung der Bio-Spitzenköche und seitdem Deutschlands jüngster Bio-Spitzenkoch[6]
- 2014: Genussbotschafter des Landes Baden-Württemberg, ausgezeichnet durch Landwirtschaftsminister Alexander Bonde (gemeinsam mit Mutter Inge und seinen drei Brüdern)[2]
- 2017: Bestes Nachhaltigkeitskonzept 2017, Schlemmer Atlas[7] (gemeinsam mit Mutter Inge und seinen drei Brüdern)
- 2024: Ein Michelinstern für das Restaurant 1950 in Ehestetten[5]